# 法蒂玛·祖赫拉·加尔比
法蒂玛·祖赫拉·加尔比·贝里马（阿拉伯語：فاطمة الزهراء غربي بريمة；2001年5月15日—），摩洛哥女子足球运动员，司职边锋，目前效力于SE AEM和摩洛哥国家女子足球队。她曾代表摩洛哥参加2023年国际足联女子世界杯。